# Bill Cook
William Osser „Bill“ Cook (* 9. Oktober 1896 in Brantford, Ontario; † 6. April 1986) war ein kanadischer Eishockeyspieler und -trainer, der von 1926 bis 1937 für die New York Rangers in der National Hockey League spielte.

## Karriere
Als Junior spielte er für die Kingston Frontenacs. Im Ersten Weltkrieg war Cook in Europa eingesetzt. Mit militärischen Ehren zurück in Kanada, versuchte er sich als Profi in der Western Hockey League bei den Saskatoon Crescents. Nach der Auflösung dieser Liga war er zusammen mit seinem Bruder Bun auf dem Weg zu Vertragsverhandlungen zu den Montreal Maroons, doch unterwegs fing Conn Smythe die beiden ab und verpflichtete sie für die New York Rangers. Den Beweis, dass die anderen Profiligen so stark waren wie die NHL, zeigte Cook, mittlerweile 30 Jahre alt, indem er bereits in seiner ersten Saison in New York Topscorer wurde. Zusammen mit Bruder Bun und Frank Boucher waren sie die gefürchtete Bread Line, in der Bill der körperlich starke und torgefährliche Stürmer war. Den Stanley Cup gewann er mit den Rangers als Kapitän 1928 und 1933 zweimal. Bis zum Ende seiner aktiven Karriere nach der Saison 1937/38 war er eine Stütze seines Teams.
Nach seiner aktiven Karriere war er als Coach tätig und trainierte Anfang der 50er Jahre die Rangers.
1952 wurde er mit der Aufnahme in die Hockey Hall of Fame geehrt.

## Sportliche Erfolge
- Memorial Cup: 1929
- Stanley Cup: 1928 und 1933

### Persönliche Auszeichnungen
- First All-Star Team: 1931, 1932 und 1933
- Second All-Star Team: 1934
- NHL-Topscorer: 1927 und 1933 (später wurde hierfür die Art Ross Trophy vergeben)
- Bester Torschütze: 1927 und 1933 (später wurde hierfür die Maurice Richard Trophy vergeben)